# Olivier Le Daim

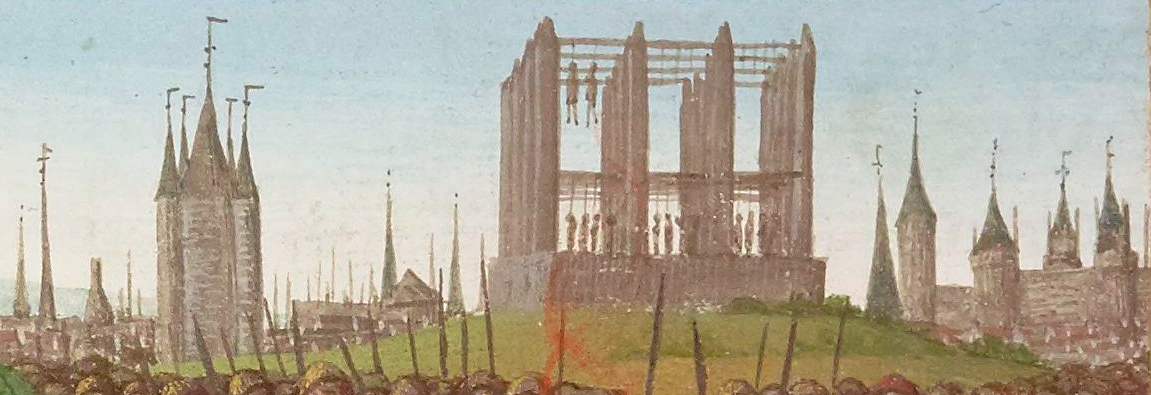
Il patibolo di Montfaucon, (Viollet-le-Duc) dettaglio Grandes Chroniques de France di Jean Fouquet, ca. 1460

Olivier le Daim (nato Olivier de Neckere; circa 1428 – 21 maggio 1484) è stato un cortigiano francese, stretto consigliere e barbiere di Luigi XI di Francia.

## Biografia
Olivier le Daim nacque da umili genitori a Tielt nelle Fiandre. Il suo cognome originario era "de Neckere", che in fiammingo significa "spirito maligno", il che gli valse il soprannome di "Olivier le Mauvais " ("Olivier il Cattivo"). Cercando fortuna a Parigi, divenne barbiere di corte e valletto di Luigi XI, e si ingraziò talmente tanto il re che nel 1474 fu nobilitato con il titolo di "Le Daim" ("Il Cervo") e nel 1477 fu nominato conte di Meulan. Nell'ultimo anno venne inviato in Borgogna per influenzare Maria di Borgogna, la giovane erede di Carlo il Temerario, ma venne deriso e costretto a lasciare Gand. Dopodiché prese e mantenne il controllo di Tournai per i francesi.
Le Daim aveva un notevole talento per le macchinazioni e, secondo i suoi nemici, si poteva sempre contare su di lui per mettere in atto i piani più vili del re. Accumulò una grande fortuna, in gran parte grazie all'oppressione e alla violenza, e fu nominato gentiluomo di compagnia, capitano di Loches e governatore di Saint-Quentin. Mantenne il suo favore fino alla morte di Luigi XI, quando i signori ribelli riuscirono a vendicare gli sgarbi e gli insulti subiti per mano del barbiere reale. Fu arrestato con accuse la cui natura è incerta, processato davanti al Parlamento di Parigi e, il 21 maggio 1484, impiccato al patibolo di Montfaucon all'insaputa di Carlo VIII, che avrebbe potuto dare ascolto alla richiesta del padre e risparmiare il suo favorito. L'eredità di Le Daim fu data al duca d'Orléans.
Tra le memorie dei suoi contemporanei ricordiamo:
- Philippe de Commines (ed. Mandrot, 1901–1903, trad. inglese nella Biblioteca Bohn)
- Robert Gaguin, Compendium de origine et gestis Francorum (Parigi, 1586) fu Gaguin a realizzare il celebre epigramma riguardante Le Daim: "Eras judex, lictor, et exitium".
- De Reiffenberg, Olivier le Daim (Bruxelles, 1829)
- Delanone, Il Barbiere di Luigi XI (Parigi, 1832)
- G. Picot, "Procès d'Olivier le Daim", in Comptes-rendus de l'Académie des sciences morales et politiques, viii. (1877), 485–537

Le memorie dell'epoca sono uniformemente ostili a Le Daim.
Le Daim ha un ruolo importante nel nono libro, capitolo cinque del romanzo di Victor Hugo Notre-Dame de Paris, ed è descritto come "quel terribile Figaro che la Provvidenza, questa grande creatrice di drammi, ha immischiato così artisticamente alla lunga e sanguinante commedia di Luigi XI".